# ريتشارد ربور
ريتشارد ربور (مواليد 25 مارس 1996م) هو أستاذ كبير مجري حصل على لقب أستاذ كبير في عمر 13 عام، 11 شهر، 6 أيام ليصبح أصغر مجري يحصل على اللقب.

## روابط خارجية
- ريتشارد ربور على موقع الاتحاد الدولي للشطرنج (الإنجليزية)
- ريتشارد ربور على موقع مباريات الشطرنج (الإنجليزية)
- ريتشارد ربور على موقع 365Chess.com (الإنجليزية)
- ريتشارد ربور على موقع Chesstempo.com (الإنجليزية)
- ريتشارد ربور على موقع الاتحاد الأمريكي للشطرنج (الإنجليزية)
- ريتشارد ربور سجل أولمبياد الشطرنج على موقع OlimpBase.org (الإنجليزية)